# Soulières
Soulières is een gemeente in het Franse departement Marne (regio Grand Est) en telt 120 inwoners (2009). De plaats maakt deel uit van het arrondissement Epernay.

## Geografie
De oppervlakte van Soulières bedraagt 6,1 km², de bevolkingsdichtheid is dus 19,7 inwoners per km².
De onderstaande kaart toont de ligging van Soulières met de belangrijkste infrastructuur en aangrenzende gemeenten.

## Demografie
Onderstaande figuur toont het verloop van het inwonertal (bron: INSEE-tellingen).